# Riscaldamento elettrico carrozze
Il riscaldamento elettrico carrozze (REC) è un dispositivo presente sulle carrozze e sulle locomotive abilitate per la trazione di carrozze passeggeri. Esso consiste in una condotta (a 3000Vcc, in Italia) alimentata direttamente dal pantografo per le locomotive elettrichee tramite un trasformatore o dispositivo similare o un carro riscaldo speciale nelle locomotive diesel. Le locomotive diesel più potenti (un esempio è quello della Locomotiva italiana D445) sono munite di un apposito alternatore trifase, alimentato dal motore diesel dedicato per la condotta REC.
Inizialmente questo dispositivo permetteva di garantire il solo riscaldamento delle carrozze (e da qui l'acronimo "italiano" di REC, ovvero Riscaldamento Elettrico Carrozze) ed era un'evoluzione del riscaldamento a vapore delle carrozze passeggeri; successivamente il suo uso si è esteso al condizionamento estivo e anche all'alimentazione di tutte le altre apparecchiature di bordo (come ad esempio i terminali video, le prese a 220V per gli utenti, etc..) tramite l'uso di convertitori statici.
L'alimentazione elettrica della condotta è in genere multi tensione; esistono infatti differenti standard che prevedono sia l'uso di corrente continua, sia quello di corrente alternata a varie tensioni e frequenze.